# Autoserica buruana
Autoserica buruana är en skalbaggsart som beskrevs av Moser 1916. Autoserica buruana ingår i släktet Autoserica och familjen Melolonthidae. Inga underarter finns listade.